# Current 93
Current 93 is een Britse folkgroep rond zanger en tekstschrijver David Tibet. De persoonlijke religieuze ideeën van Tibet zijn een steeds terugkerend thema. De apocalyps, de terugkeer van Christus en de sterfelijkheid van de mens zijn slechts enkele van de thema's die de groep vorm geven. 
Current 93 werd gesticht door Tibet in 1982 en paste toen in de lijn van andere bands als Nurse With Wound en Psychic TV, groepen waar Tibet soms deel van uitmaakte. De geschiedenis van de band laat zich lezen als een verhaal van komende en gaande muzikanten die telkens de muziek een nieuwe richting uit stuurden. Na de industrial periode, kwam een meer gitaargerichte aanpak, waardoor de groep (soms) werd ingedeeld bij de neofolk beweging. Dit werd nog meer bevestigd door de samenwerking met Douglas P. van Death in June. Deze werd echter vervangen door Michael Cashmore, die dit nog steeds doet.
In 2009 werd Aleph at Hallucinatory Mountain uitgebracht. Daarna volgden nog Baalstorm, Sing Omega (2010), HoneySuckle Aeons (2011) en I Am The Last of all the Field that Fell (2014).

## Discografie
| Jaar | Titel                                                             | Formaat en opmerkingen |
| ---- | ----------------------------------------------------------------- | --- |
| 1983 | Mi-Mort                                                           | cassette split met Nurse With Wound |
| 1984 | LAShTAL                                                           | 12" |
| 1984 | Nature Unveiled                                                   | Lp (opnieuw uitgebracht op cd, 1992) |
| 1984 | No Hiding from the Blackbird                                      | 7" split samen met Nurse With Wound |
| 1984 | Dogs Blood Rising                                                 | Lp (opnieuw uitgebracht op cd, 1988 and 1995) |
| 1985 | Live at Bar Maldoror                                              | Lp (opnieuw uitgebracht op cd, 1990 and 1994) |
| 1985 | Nightmare Culture                                                 | EP split samen met Sickness of Snakes (Coil/Boyd Rice) |
| 1986 | In Menstrual Night                                                | Lp (opnieuw uitgebracht op cd, 1994) |
| 1986 | NL Centrum-Amsterdam                                              | live cassette split samen met Nurse With Wound |
| 1987 | Happy Birthday                                                    | 12" |
| 1987 | Dawn                                                              | Lp (opnieuw uitgebracht op cd, 1994) |
| 1987 | Imperium                                                          | Lp (opnieuw uitgebracht op cd, 2001) |
| 1987 | Crowleymass (with HÖH)                                            | 12"/CDS (opnieuw uitgebracht in 1997) |
| 1988 | Christ and the Pale Queens Mighty in Sorrow                       | 2xlp (opnieuw uitgebracht op cd, 1994) |
| 1988 | The Red Face of God                                               | 12" (opnieuw uitgebracht op cd with above, 1994) |
| 1988 | Swastikas for Noddy                                               | Lp (opnieuw uitgebracht op cd als Swastikas for Goddy, 1993)                                                                                                   |
| 1988 | Faith's Favourites                                                | 12" split samen met Nurse With Wound |
| 1988 | Earth Covers Earth                                                | Lp (opnieuw uitgebracht op cd, 1992) (gelimiteerde lp-heruitgave, 2005)                                                                                        |
| 1989 | Rome/Hourglass for Diana/Fields of Rape                           | 7" (live) |
| 1989 | She Is Dead and All Fall Down                                     | limited edition 7" |
| 1989 | Crooked Crosses for the Nodding God                               | Cd |
| 1990 | Looney Runes                                                      | Lp, cd 1992 |
| 1990 | 1888                                                              | split EP samen met Death In June |
| 1990 | Horse                                                             | Lp, onderdeel van een box set/split samen met Sol Invictus en Nurse With Wound (opnieuw uitgebracht op cd als Horsey met extra/opnieuw geremixte tracks, 1997) |
| 1991 | Island (samen met HÖH)                                            | Lp/cd |
| 1991 | As the World Disappears (live)                                    | Cd |
| 1992 | Thunder Perfect Mind                                              | 2xlp/cd (opnieuw uitgebracht, 1994) |
| 1992 | Current 93/Death In June/Sol Invictus (live)                      | Opgenomen in Frankfurt, Duitsland, 1991. Origineel een bootleg getiteld Day of Dawn, officieel opnieuw uitgebracht op cd.                                      |
| 1993 | Emblems: The Menstrual Years                                      | Lp, uitgebracht als 2xcd retrospective |
| 1993 | Hitler as Kalki                                                   | Cd |
| 1994 | Of Ruine or Some Blazing Starre                                   | Lp/cd |
| 1994 | Lucifer Over London                                               | EP/cd |
| 1994 | The Fire of the Mind                                              | Cd |
| 1994 | Tamlin                                                            | 12"/CDS |
| 1995 | Where The Long Shadows Fall (Beforetheinmostlight)                | 12"/CDS |
| 1996 | All The Pretty Little Horses: The Inmost Light                    | Lp/cd |
| 1996 | The Starres Are Marching Sadly Home (Theinmostlightthirdandfinal) | 12"/CDS |
| 1996 | Untitled, a.k.a. Seven Seals                                      | Cd-EP samen met Tiny Tim, Nurse with Wound en Nature and Organization                                                                                          |
| 1997 | In a Foreign Town, in a Foreign Land                              | gelimiteerde cd, tezamen uitgebracht met een boek van Thomas Ligotti met dezelfde naam                                                                         |
| 1998 | Soft Black Stars                                                  | Lp/cd, (opnieuw uitgebracht op cd in 2005) |
| 1999 | Calling for Vanished Faces                                        | 2xcd retrospective |
| 1999 | An Introduction to Suffering                                      | Current 93/Michael Cashmore/Christoph Heemann LP/CD |
| 1999 | Misery Farm                                                       | CDS |
| 1999 | All Dolled Up Like Christ                                         | 2x live-cd |
| 2000 | I Have a Special Plan for This World                              | 12"/Cd, Thomas Ligotti proza gedicht voorgelezen door Tibet, bewerkt door Current 93                                                                           |
| 2000 | Sleep Has His House                                               | Lp/cd |
| 2000 | Faust                                                             | Lp/cd |
| 2001 | The Great in the Small                                            | Lp/cd |
| 2001 | Cats Drunk on Copper                                              | Cd (Live opgenomen in de Union Kappel, London, 3 mei 1997) |
| 2001 | Bright Yellow Moon                                                | 2x12"/CD Current 93/Nurse with Wound |
| 2001 | Purtle                                                            | Cd Split w/ Nurse with Wound |
| 2001 | This Degenerate Little Town                                       | Cd with Thomas Ligotti |
| 2002 | The Seahorse Rears to Oblivion                                    | 12"/Cd |
| 2002 | Music for the Horse Hospital                                      | 2xCD Current 93/Nurse with Wound |
| 2003 | A Little Menstrual Night Music                                    | Cd bevat remixes met track van het album In Menstrual Night |
| 2003 | Calling For Vanished Faces/Virgin Mary                            | 7" split samen met Antony and the Johnsons; UK PanDurtro 008                                                                                                   |
| 2003 | Live at St. Olave's                                               | Cd ep split samen met Antony and the Johnsons; UK PanDurtro 007                                                                                                |
| 2004 | Halo                                                              | Cd |
| 2004 | SixSixSix: SickSickSick                                           | Cd-compilatie van Tamlin, Lucifer over London, Misery Farm, en twee nummer van Looney Runes                                                                    |
| 2005 | How I Devoured Apocalypse Balloon                                 | 2xcd (Live opgenomen in de St. George The Martyr Anglican Church, Toronto, June 18-19 2004)                                                                    |
| 2005 | ⲛⲧⲛⲁⲩ ⲛϩⲱⲧⲡ ⲙⲡⲣⲏ ⲁϩⲉⲛⲉϫⲏⲩ ⲉⲩⲕⲏⲙ ⲟⲩⲉⲙ ⲧⲡⲉ                          | CDS (promo voor Black Ships Ate the Sky; de koptische titel laat zich vertalen als "At Sunset Black Ships Ate The Sky")                                        |
| 2005 | Judas as Black Moth (Hallucinatory Patripassianist Song)          | 2xcd "best of"/introduction to C93's works |
| 2005 | How He Loved The Moon (Moonsongs For Jhonn Balance)               | 2xcd/2xlp (ltd. 1200)/2xlp+7" (ltd. 200), een remix versie van In Menstrual Night                                                                              |
| 2005 | Hypnagogue/Hypnagogue II                                          | Cd |
| 2006 | Black Ships Ate the Sky                                           | Cd / 2xlp |
| 2006 | Inerrant Rays of Infallible Sun (Blackship Shrinebuilder)         | Split 10" samen met Om |
| 2006 | Black Ships Eat the Sky                                           | Cd - Alternate mixes |
| 2007 | The Inmost Light                                                  | 3xcd/2xlp heruitgave van Where The Long Shadows Fall, All the Pretty Little Horses, en The Starres Are Marching Sadly Home                                     |
| 2007 | Birdsong in The Empire                                            | Live-cd (ltd. 1000), opgenomen in Toronto, Canada, 2005 |
| 2008 | Black Ships Heat the Dancefloor                                   | Blue 12" single/DualDisc, remixes door JG Thirlwell and Matmos                                                                                                 |
| 2008 | Birth Canal Blues                                                 | Live-cd opgenomen in Europa, april 2008 |
| 2009 | Aleph at Hallucinatory Mountain                                   | Cd/lp |

### Compilaties
- "Black Ships Ate The Sky (Alternate Mix)" on Brainwaves (2006)